# کاوه (مجله)
مجلهٔ کاوه (با عنوان روزنامهٔ کاوه نیز شناخته می‌شود) نشریه‌ای بود که از ۱۳۳۴ ه‍.ق تا ۱۳۴۰ ه‍.ق (برابر با ۱۲۹۵ تا ۱۳۰۱ ه‍.خ) به زبان فارسی در برلین چاپ می‌شد. بنیان‌گذار این مجله، سید حسن تقی‌زاده بود. این مجله از جمله مهم‌ترین منابع پیرامون باستان‌گرایی در ایران و میهن‌پرستی به‌شمار می‌آید.

## پیرامون مجله
تصویر صفحهٔ اول روزنامه، مردی بود که درفش کاویانی در دست گرفته و عده‌ای از سپاهیان و شورشیان با اسلحه‌های گوناگونی به دنبال او حرکت می‌کنند.
نشریهٔ کاوه توسط حسن تقی‌زاده به‌عنوان یک نشریهٔ سیاسی در جریان جنگ جهانی اول تحت کمیتهٔ دفاع ملی منتشر می‌شد تا احساسات ملی گرایانه و ضد روسی و موافق با آلمان را در میان ایرانیان تقویت کند. یکی از دلایلی که تقی‌زاده درفش کاویانی را به‌عنوان نشان نشریهٔ خود انتخاب کرده بود این بود که تقی‌زاده عقیده داشت که درفش کاویانی باید به جای نشان شیر و خورشید نشان ملی ایرانیان باشد؛ زیرا عقیده داشت که قدمت درفش کاویانی برخلاف شیر و خورشید به پیش از اسلام می‌رسد.
چاپ و نشر کاوه به دو دورهٔ اول و دوم تقسیم می‌گردد. دورهٔ اول چاپ مجله از ۱۸ ربیع‌الاول ۱۳۳۴ ه‍.ق / ۲۴ ژانویهٔ ۱۹۱۶ آغاز شد و تا شمارهٔ ۱۵، مورخ ۱۸ ذی‌القعدهٔ ۱۳۳۷ ه‍.ق / ۱۵ اوت ۱۹۱۹ طول کشید. این دوره مقارن بود با جنگ جهانی اول. در این مدت، کاوه یک نشریهٔ سیاسی بود که بیشتر محتوای آن طرفداری از آلمان و متحدانش (عثمانی، اتریش و مجارستان) بود. در دورهٔ جدید که از سال ۱۳۳۸ تا ۱۳۴۰ ه‍. ق، به‌طور منظم هر ماه یک شماره منتشر می‌شد، و با خاتمهٔ جنگ جهانی، کاوه دیدگاه سیاسی خود را رها کرده و محتوایی ادبی - فرهنگی به خود گرفت. در این دوره مقالاتی راجع به ادبیات و تاریخ ایران باستان درج می‌کرد.
هزینه ویرایش و چاپ دوره اول این مجله پیوسته به عهده دولت آلمان بود و این امر هویت یارانه سیاسی/فرهنگی داشت.

## نویسندگان

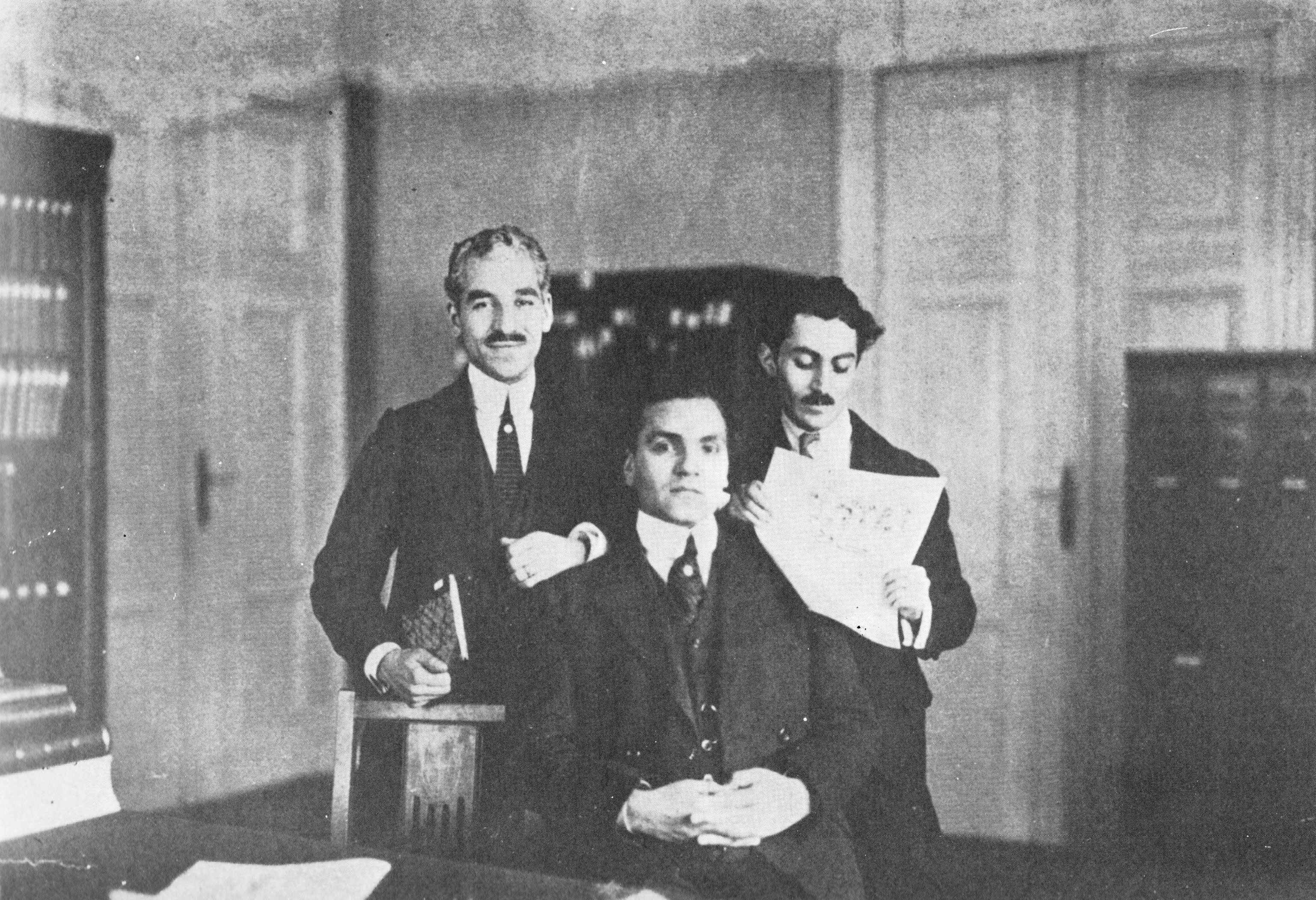
از چپ: رضا تربیت، حسن تقی‌زاده و محمدعلی جمالزاده در دفتر تحریریهٔ نشریهٔ کاوه.

از جمله نویسندگان این مجله می‌توان به کسانی چون محمد قزوینی، محمدعلی جمال‌زاده (با نام مستعار شاهرخ)، حسین کاظم‌زاده ایرانشهر، رضا تربیت، اسماعیل امیرخیزی و ابوالحسن حکیمی اشاره کرد.